# Eragrostis hispida
Eragrostis hispida är en gräsart som beskrevs av Karl Moritz Schumann. Eragrostis hispida ingår i släktet kärleksgrässläktet, och familjen gräs. Inga underarter finns listade i Catalogue of Life.